# Assi Azar
Assi Aazar, född 10 juni 1979 i Holon, är en israelisk programledare för Channel 2. 
Han har bland annat lett programmet Big Brother tillsammans med Erez Tal på israelisk TV. Han är en av programledarna som kommer att sköta om green room-intervjuerna vid semifinalerna och finalen av Eurovision Song Contest 2019. 